# Jacques Félix Calloc'h de Kerillis
Jacques Félix Calloc'h de Kerillis est un homme politique français né le 16 décembre 1743 à Tréguennec (Finistère) et mort le 9 avril 1830 en son manoir de Trévannec (Finistère).

## Biographie
Il exerce les professions de notaire royal et procureur fiscal au présidial de Quimper puis devient maire de Quimper, il est député du Finistère en 1815, pendant les Cent-Jours.

## Sources
- « Jacques Félix Calloc'h de Kerillis », dans Adolphe Robert et Gaston Cougny, Dictionnaire des parlementaires français, Edgar Bourloton, 1889-1891 [détail de l’édition]